# Tony La Russa
Anthony La Russa Jr., detto Tony (Tampa, 4 ottobre 1944), è un ex giocatore di baseball e allenatore di baseball statunitense indotto nella Baseball Hall of Fame nel 2014 con votazione unanime.
Dopo avere giocato come interno dal 1963 al 1973, divenne il manager di Chicago White Sox, Oakland Athletics ed i St. Louis Cardinals, vincendo sei pennant e tre World Series. Al 2017 è il terzo manager più vincente di tutti i tempi nella Major League Baseball, dietro Connie Mack e John McGraw.

## Statistiche

### Record come capo-allenatore
| Squadra                    | Anno                       | Stagione regolare | Stagione regolare | Stagione regolare | Stagione regolare | Stagione regolare   | Playoff | Playoff | Playoff                                            |
| Squadra                    | Anno                       | Partite           | Vinte             | Perse             | Percentuale       | Posizione           | Vinte   | Perse   | Risultato                                          |
| -------------------------- | -------------------------- | ----------------- | ----------------- | ----------------- | ----------------- | ------------------- | ------- | ------- | -------------------------------------------------- |
| Chicago White Sox          | 1979                       | 54                | 27                | 27                | 50.0              | 5º nella AL West    | -       | -       | -                                                  |
| Chicago White Sox          | 1980                       | 160               | 70                | 90                | 43.8              | 5º nella AL West    | -       | -       | -                                                  |
| Chicago White Sox          | 1981                       | 106               | 54                | 52                | 50.9              | 3º nella AL West    | -       | -       | -                                                  |
| Chicago White Sox          | 1982                       | 162               | 87                | 75                | 53.7              | 3º nella AL West    | -       | -       | -                                                  |
| Chicago White Sox          | 1983                       | 162               | 99                | 63                | 61.1              | 1º nella AL West    | 1       | 3       | Perse l'ALCS contro i Baltimore Orioles            |
| Chicago White Sox          | 1984                       | 162               | 74                | 88                | 45.7              | 5º nella AL West    | -       | -       | -                                                  |
| Chicago White Sox          | 1985                       | 162               | 85                | 77                | 52.5              | 3º nella AL West    | -       | -       | -                                                  |
| Chicago White Sox          | 1986                       | 64                | 26                | 38                | 40.6              | -                   | -       | -       | -                                                  |
| Oakland Athletics          | 1986                       | 79                | 45                | 34                | 57.0              | 3º nella AL West    | -       | -       | -                                                  |
| Oakland Athletics          | 1987                       | 162               | 81                | 81                | 50.0              | 3º nella AL West    | -       | -       | -                                                  |
| Oakland Athletics          | 1988                       | 162               | 104               | 58                | 64.2              | 1º nella AL West    | 5       | 4       | Perse le World Series contro i Los Angeles Dodgers |
| Oakland Athletics          | 1989                       | 162               | 99                | 63                | 61.1              | 1º nella AL West    | 8       | 1       | Vince le World Series                              |
| Oakland Athletics          | 1990                       | 162               | 103               | 59                | 63.6              | 1º nella AL West    | 4       | 4       | Perse le World Series contro i Cincinnati Reds     |
| Oakland Athletics          | 1991                       | 162               | 84                | 78                | 51.9              | 4º nella AL West    | -       | -       | -                                                  |
| Oakland Athletics          | 1992                       | 162               | 96                | 66                | 59.3              | 1º nella AL West    | 2       | 4       | Perse l'ALCS contro i Toronto Blue Jays            |
| Oakland Athletics          | 1993                       | 162               | 68                | 94                | 42.0              | 7º nella AL West    | -       | -       | -                                                  |
| Oakland Athletics          | 1994                       | 114               | 51                | 63                | 44.7              | 2º nella AL West    | -       | -       | -                                                  |
| Oakland Athletics          | 1995                       | 114               | 67                | 77                | 46.5              | 4º nella AL West    | -       | -       | -                                                  |
| Totale Oakland Athletics   | Totale Oakland Athletics   | 1.471             | 798               | 673               | 54.2              |                     | 19      | 13      |                                                    |
| St. Louis Cardinals        | 1996                       | 162               | 88                | 74                | 54.3              | 1º nella NL Central | 6       | 4       | Perse la NLCS contro i Atlanta Braves              |
| St. Louis Cardinals        | 1997                       | 162               | 73                | 89                | 45.1              | 4º nella NL Central | -       | -       | -                                                  |
| St. Louis Cardinals        | 1998                       | 162               | 83                | 79                | 51.2              | 3º nella NL Central | -       | -       | -                                                  |
| St. Louis Cardinals        | 1999                       | 161               | 75                | 86                | 46.6              | 4º nella NL Central | -       | -       | -                                                  |
| St. Louis Cardinals        | 2000                       | 162               | 95                | 67                | 58.6              | 1º nella NL Central | 4       | 4       | Perse la NLCS contro i New York Mets               |
| St. Louis Cardinals        | 2001                       | 162               | 93                | 69                | 57.4              | 2º nella NL Central | 2       | 3       | Perse la NLDS contro i Arizona Diamondbacks        |
| St. Louis Cardinals        | 2002                       | 162               | 97                | 65                | 59.9              | 1º nella NL Central | 4       | 4       | Perse la NLCS contro i San Francisco Giants        |
| St. Louis Cardinals        | 2003                       | 162               | 85                | 77                | 52.5              | 3º nella NL Central | -       | -       | -                                                  |
| St. Louis Cardinals        | 2004                       | 162               | 105               | 57                | 64.8              | 1º nella NL Central | 7       | 8       | Perse le World Series contro i Boston Red Sox      |
| St. Louis Cardinals        | 2005                       | 162               | 100               | 62                | 61.7              | 1º nella NL Central | 5       | 4       | Perse la NLCS contro i Houston Astros              |
| St. Louis Cardinals        | 2006                       | 161               | 83                | 78                | 51.6              | 1º nella NL Central | 11      | 5       | Vince le World Series                              |
| St. Louis Cardinals        | 2007                       | 162               | 78                | 84                | 48.1              | 3º nella NL Central | -       | -       | -                                                  |
| St. Louis Cardinals        | 2008                       | 162               | 86                | 76                | 53.1              | 4º nella NL Central | -       | -       | -                                                  |
| St. Louis Cardinals        | 2009                       | 162               | 91                | 71                | 56.2              | 1º nella NL Central | 0       | 3       | Perse la NLDS contro i Los Angeles Dodgers         |
| St. Louis Cardinals        | 2010                       | 162               | 86                | 76                | 53.1              | 2º nella NL Central | -       | -       | -                                                  |
| St. Louis Cardinals        | 2011                       | 162               | 90                | 72                | 55.6              | 2º nella NL Central | 11      | 7       | Vince le World Series                              |
| Totale St. Louis Cardinals | Totale St. Louis Cardinals | 2.591             | 1.408             | 1.182             | 54.4              |                     | 50      | 42      |                                                    |
| Chicago White Sox          | 2021                       | 162               | 93                | 69                | 57.4              | 1º nella AL Central | 1       | 3       | Perse la ALDS contro gli Houston Astros            |
| Chicago White Sox          | 2022                       | 162               | 81                | 81                | 50.0              | 2º nella AL Central | -       | -       | -                                                  |
| Totale Chicago White Sox   | Totale Chicago White Sox   | 1.356             | 696               | 660               | 51.3              |                     | 2       | 6       |                                                    |
| Totale                     | Totale                     | 5.417             | 2.902             | 2.515             | 53.6              |                     | 71      | 61      |                                                    |

## Palmarès
- World Series: 3

Oakland Athletics: 1989
St. Louis Cardinals: 2006, 2011
- Manager dell'anno: 4

1983, 1988, 1992, 2002
- Numero 10 ritirato dagli St. Louis Cardinals
- St. Louis Cardinals Hall of Fame